# Festival Internacional de Cine de Sax

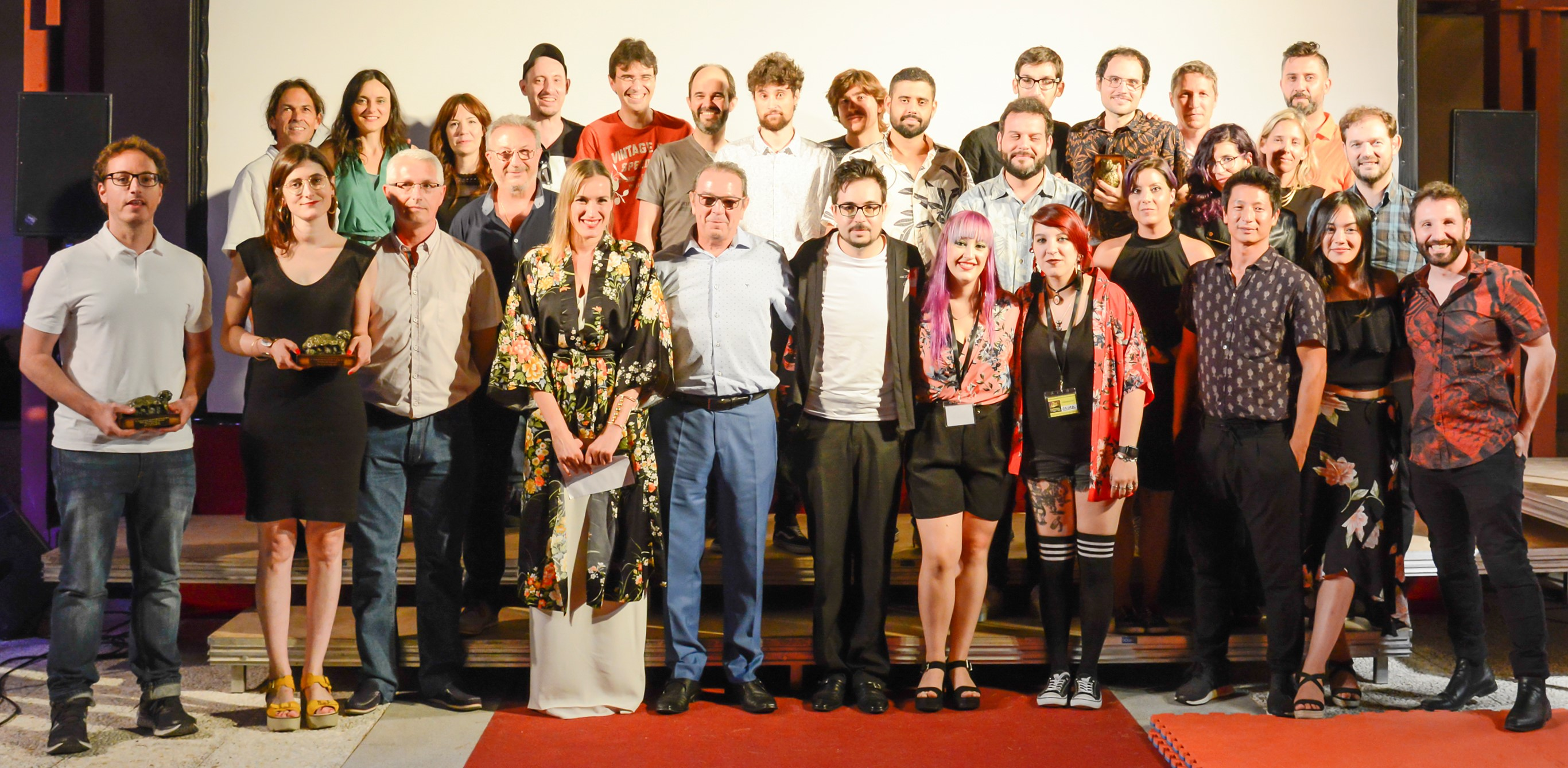
Clausura 12 Festival Internacional de Cine de Sax (2018).

El Festival Internacional de Cine de Sax Archivado el 5 de diciembre de 2022 en Wayback Machine. es un festival calificador de los Premios Goya para cortometrajes. Se celebra anualmente desde 2006 en la localidad de Sax, (provincia de Alicante, España). El festival cuenta con una sección oficial a competición de cortometrajes y de proyectos de largometrajes abierto a todo tipo de formatos y géneros a nivel internacional. El evento nace de la iniciativa del cineasta, profesor, escritor e ilusionista sajeño Miguel Herrero Herrero, fundador y presidente de la Asociación Cinematográfica y Audiovisual de Sax (ACAS) y director de la productora, distribuidora, editorial y gestora cultural Cinestesia.
El festival cuenta desde su creación con el apoyo del Ayuntamiento de Sax y el respaldo en sus diversas ediciones por entidades como: Generalitat Valenciana, Institut Valencià de Cultura, Diputación de Alicante, Universidad Miguel Hernández de Elche (UMH), Universidad de Alicante (UA) y más de cincuenta empresas y comercios mayoritariamente de la localidad y de las comarcas del Vinalopó. 
El evento con quince ediciones se consolida cada año como uno de los festivales cinematográficos más destacados de la Comunidad Valenciana. Un lugar privilegiado de encuentro entre aficionados y profesionales del cine. En él se realizan actividades cinematográficas gratuitas y variadas mayoritariamente al aire libre en la Casa Museo Alberto Sols, CEAHM y en diversas plazas y salas de la localidad de Sax. El festival cuenta con una programación anual con: proyecciones de cortometrajes, largometrajes, ciclos de cine, conciertos, presentaciones de libros, proyectos, exposiciones, espectáculos, cursos, encuentros, conferencias, homenajes, etc. que se lleva a cabo a lo largo del mes julio.
En cada edición además se realizan actividades especiales de una temática. A lo largo de los años se han ido desarrollando actividades multidisciplinares en el festival con temáticas como: el metacine, el cine dentro de cine, el cine japonés, magia, ilusionismo y cine, los orígenes del cine y de los medios audiovisuales, las nuevas tecnologías, etc. 